# 日本生涯教育事業団
特定非営利活動法人日本生涯教育事業団（にっぽんしょうがいきょういくじぎょうだん、英文名 The Japanese Lifetime Education Business Group）は、広く市民に対して、さまざまな年齢層の地域住民が交流を深めながら健康で文化的な暮らしができるように、各種スポーツ教室・文化セミナーの開催や地域交流事業等を行い、もって国民の社会教育の推進と明るい社会づくりに寄与することを目的として設立された、特定非営利活動法人（NPO法人）である。 
活動拠点は埼玉県飯能市、茨城県日立市など。

## 活動内容
以下は主な活動内容。
1. 柔道教室　飯能市内 (毎週土曜日午前9時より、毎週水曜日午後5時より　大川学園柔道場にて)
2. 陶芸教室　飯能市内
3. 陶芸講座　飯能市内
4. 介護講座　飯能・日立市内
5. 健康講座　日立市内
6. 護身術講座　飯能・日立市内
7. 海浜清掃活動　日立市内　（毎月第三日曜日　会頼海岸漁協前　午前9時集合　）
8. 会報の発行